# Außenministerium
Ein Außenministerium, in manchen Ländern auch Ministerium für Auswärtige Angelegenheiten genannt, ist das Ministerium eines souveränen Staates, das für die außenpolitischen Beziehungen mit anderen Staaten zuständig ist.

## Liste von Außenministerien der Staaten

### Heutige Staaten (Auswahl)
In einzelnen Ländern trägt das Außenministerium bestimmte Bezeichnungen, die zum Teil historisch begründet sind. Daneben gibt es einige Außenämter, die in ihrer Funktion einem Ministerium entsprechen.
| Land                   | Bezeichnung |
| ---------------------- | --- |
| Albanien               | Ministria për Europën dhe Punët e Jashtme e Shqipërisë (Ministerium für Europa und auswärtige Angelegenheiten der Republik Albanien)                                        |
| Aserbaidschan          | Azərbaycan Respublikası Xarici İşlər Nazirliyi (Außenministerium der Republik Aserbaidschan)                                                                                |
| Belgien                | Föderaler Öffentlicher Dienst Auswärtige Angelegenheiten, Außenhandel und Entwicklungszusammenarbeit (Außenministerium des Königreichs Belgien)                             |
| Brasilien              | Ministério das Relações Exteriores (Ministerium für auswärtige Angelegenheiten der föderative Republik Brasilien)                                                           |
| Bulgarien              | Министерство на външните работи (Ministerium für auswärtige Angelegenheiten)                                                                                                |
| Chile                  | Ministerio de Relaciones Exteriores (Ministerium für auswärtige Angelegenheiten der Republik Chile)                                                                         |
| China                  | Zhōnghuá Rénmín Gònghéguó Wàijiāobù (Außenministerium der Volksrepublik China – 中华人民共和国外交部)                                                                       |
| Dänemark               | Udenrigsministeriet (Außenministerium des Königreichs Dänemark) |
| Deutschland            | Auswärtiges Amt, AA (Außenministerium der Bundesrepublik Deutschland) |
| Estland                | Välisministeerium (Außenministerium der Republik Estland) |
| Finnland               | Ulkoasiainministeriö (Außenministerium der Republik Finnland) |
| Frankreich             | Ministère de l'Europe et des Affaires étrangères (Ministerium für Europa und Äußeres der Französischen Republik)                                                            |
| Gambia                 | Ministry of Foreign Affairs, International Cooperation and Gambians Abroad, MoFA (Ministerium für auswärtige Angelegenheiten der Republik Gambia)                           |
| Griechenland           | Υπουργείο Εξωτερικών (Außenministerium der hellenische Republik) |
| Indien                 | Ministry of External Affairs, MEA (Außenministerium der Republik Indien) |
| Indonesien             | Kementerian Luar Negeri Indonesia, Kemlu (Außenministerium der Republik Indonesien, vor 2008 – Departemen Luar Negeri, Deplu)                                               |
| Iran                   | Vezarat-e-Omur-e-Kharejeh (Außenministerium der islamischen Republik Iran – وزارت امور خارجه)                                                                               |
| Irland                 | Department of Foreign Affairs, DFA (Außenministerium der Republik Irland)                                                                                                   |
| Israel                 | Misrad ha'Chuz (Ministerium für auswärtige Angelegenheiten des Staats Israel – משרד החוץ)                                                                                   |
| Italien                | Ministero degli Affari Esteri e della Cooperazione Internazionale (Ministerium für auswärtige Angelegenheiten und internationale Zusammenarbeit der Italienischen Republik) |
| Japan                  | Gaimu-shō (Ministerium für auswärtige Angelegenheiten des Staats Japan – 外務省)                                                                                            |
| Kasachstan             | Қазақстан Республикасының Сыртқы істер министрлігі a (Außenministerium der Republik Kasachstan)                                                                             |
| Kolumbien              | Ministerio de Relaciones Exteriores (Ministerium für auswärtige Angelegenheiten der Republik Kolumbien)                                                                     |
| Südkorea               | Oegyobu (Außenministerium der Republik Korea – 외교부, 外交部) |
| Kroatien               | Ministarstvo vanjskih poslova i europskih integracija Republike Hrvatske (Ministerium für Auswärtige Angelegenheiten und Europäische Integration der Republik Kroatien)     |
| Kuba                   | Ministerio de Relaciones Exteriores (Ministerium für auswärtige Angelegenheiten der Republik Kuba)                                                                          |
| Lettland               | Latvijas Republikas Ārlietu ministrijas (Außenministerium der Republik Lettland)                                                                                            |
| Liechtenstein          | Ministerium für Äusseres, Bildung und Sport (Außenministerium des Fürstentums Liechtenstein)                                                                                |
| Litauen                | Lietuvos Respublikos užsienio reikalų ministerija (Ministerium für auswärtige Angelegenheiten der Republik Litauen)                                                         |
| Luxemburg              | Ministerium für auswärtige und europäische Angelegenheiten des Großherzogtums Luxemburg                                                                                     |
| Malta                  | Ministeru għall-Affarijiet Barranin u Ewropej (Ministerium für auswärtige und europäische Angelegenheiten der Republik Malta)                                               |
| Mexiko                 | Secretaría de Relaciones Exteriores, SRE (Außenministerium der vereinigte mexikanische Staaten)                                                                             |
| Namibia                | Ministry of International Relations and Cooperation, MIRC (Außenministerium der Republik Namibia, vor 2015 – Ministry of Foreign Affairs)                                   |
| Niederlande            | Ministerie van Buitenlandse Zaken, BZ (Außenministerium des Königreichs der Niederlande)                                                                                    |
| Norwegen               | Utenriksdepartementet, UD (Außenministerium des Königreichs Norwegen) |
| Österreich             | Bundesministerium für europäische und internationale Angelegenheiten, BMEIA (Außenministerium der Republik Österreich)                                                      |
| Osttimor               | Ministériu Negósius Estranjeirus no Kooperasaun, MNEC (Außenministerium des Staats Osttimor)                                                                                |
| Pakistan               | Wazarat-e-Kharja (Außenministerium der islamische Republik Pakistan – وزارت امورِ خارجہ)                                                                                     |
| Polen                  | Ministerstwo Spraw Zagranicznych, MSZ (Ministerium für Auswärtige Angelegenheiten der Republik Polen)                                                                       |
| Portugal               | Ministério dos Negócios Estrangeiros, MNE (Außenministerium der portugiesische Republik)                                                                                    |
| Rumänien               | Ministerul Afacerilor Externe României, MAE (Außenministerium Rumänien) |
| Russland               | Министерство иностранных дел Российской Федерации, МИД России b (Ministerium für auswärtige Angelegenheiten der Russischen Föderation)                                      |
| Schweden               | Utrikesdepartementet, UD (Außenministerium des Königreichs Schweden) |
| Schweiz                | Eidgenössisches Departement für auswärtige Angelegenheiten, EDA (Außenministerium der schweizerische Eidgenossenschaft)                                                     |
| Serbien                | Министарство спољних послова Републике Србије c (Ministerium für auswärtige Angelegenheiten der Republik Serbien)                                                           |
| Slowakei               | Ministerstvo zahraničných vecí a európskych záležitostí Slovenskej republiky (Ministerium für auswärtige und europäische Angelegenheiten der Slowakischen Republik)         |
| Slowenien              | Ministrstvo za zunanje zadeve Republike Slovenije, MZZ (Ministerium für auswärtige Angelegenheiten der Republik Slowenien)                                                  |
| Spanien                | Ministerio de Asuntos de Exteriores y de Cooperación, MAEC (Ministerium für Auswärtige Angelegenheiten und Kooperation des Königreichs Spanien)                             |
| Thailand               | Krasuang Kan Tang Prathet (Ministerium für auswärtige Angelegenheiten des Königreichs Thailand – กระทรวงการต่างประเทศ)                                                       |
| Tschechien             | Ministerstvo zahraničních věcí České republiky (Außenministerium der Tschechischen Republik)                                                                                |
| Türkei                 | Türkiye Cumhuriyeti Dışişleri Bakanlığı (Ministerium für auswärtige Angelegenheiten der Republik Türkei)                                                                    |
| Vereinigte Staaten     | United States Department of State, DOS (Außenministerium der Vereinigten Staaten)                                                                                           |
| Vereinigtes Königreich | Foreign and Commonwealth Office, FCO (Außenministerium des Vereinigten Königreichs)                                                                                         |

### Ehemalige Staaten
| Land                            | Bezeichnung |
| ------------------------------- | --- |
| Deutsche Demokratische Republik | Ministerium für auswärtige Angelegenheiten der DDR |
| Kaiserreich China               | Zongli Yamen (總理衙門) |
| Sowjetunion                     | Министерство иностранных дел СССР Ministerstwa inostrannych del USSR ‚Ministerium für Auswärtiges‘, Außenministerium der UdSSR, aus dem Volkskommissariat für auswärtige Angelegenheiten hervorgegangen |

### Ehemalige deutsche Staaten
Auch die Mitgliedsstaaten des Deutschen Bundes verfügten bis zur Novemberrevolution 1918 über Außenministerien.
| Land                 | Bezeichnung                                           |
| -------------------- | ----------------------------------------------------- |
| Bayern               | Bayerisches Staatsministerium des Äußern              |
| Großherzogtum Hessen | Ministerium der auswärtigen Angelegenheiten           |
| Preußen              | Liste der preußischen Außenminister                   |
| Sachsen              | Ministerium der auswärtigen Angelegenheiten (Sachsen) |